# Грид (мифология)
Грид — в скандинавской мифологии — великанша, одна из тех ётунов, которые хорошо относились к асам и Асгарду. Сыграла существенную роль в ряде ключевых мифов.

## Мать Видара
Проведя ночь с Одином, Грид родила ему сына — бога Видара.

## Помощница Тора
Грид также помогла Тору победить злого великана Гейрреда, выдав ему для поединка с последним волшебный посох, пояс силы и железные перчатки.